# Marianne Borgen
Marianne Borgen, née le 2 juin 1951 à Oslo, est une femme politique du parti socialiste de gauche (SV), et maire d'Oslo depuis 2015.

## Biographie
Elle est née et grandit dans la vallée Groruddalen formant le nord-est de la commune d'Oslo, et réside désormais à Østensjø. Elle est la sœur du journaliste Erling Borgen.
Elle obtient une diplôme en sociologie de l'université d'Oslo en 1979, et se spécialise en politique sociale et sociologie médicale.
Elle est responsable des affaires sociales et familiales auprès du gouverneur d'Oslo et Akershus, conseillère au sein du ministère des collectivités territoriales et du travail, ainsi que responsable scientifique au bureau du défenseur des enfants. Elle est ensuite en détachement auprès de l'ONG Redd Barna.
Marianne Borgen siège au conseil municipal (bystyre) d'Oslo de 1979 à 1983. Elle surprend alors en allaitant ses enfants dans la salle du conseil.
Elle siège de nouveau au conseil municipal depuis 1995. Elle est membre de la commission à la culture et l'éducation, et a précédemment siégé à la commission des finances et à celle à la santé et affaires sociales. Elle a également dirigé la commission aux transports et à l'environnement.
Elle est candidate au poste de maire d'Oslo pour le parti socialiste de gauche en 2007 et 2011. Elle est élue à ce poste en 2015 et réélue en 2019.
Elle est mariée à Lars B. Kristofersen avec lequel elle a trois enfants.

## Hommages
Le président islandais a élevé Marianne Borgen au rang de commandeure de l'Ordre du Faucon à l'occasion de sa visite d'État en Norvège de 2017.